# 즈안
즈안(知安, 1928년 10월 8일 ~ 2016년 4월 8일)은 자유중화민국 타이완(自由中華民國 臺灣)의 20세기 시대 대선승(大禪僧)이다.

## 생애
중화민국 시캉 성 난충에서 출생하였으며 지난날 한때 중화민국 쓰촨성 청두에서 잠시 유아기를 보낸 적이 있는 그는 1932년 일가족과 함께 중화민국 타이완 성 타이베이로 이주하였다. 그 후 1948년 타이베이에서 건축기사 겸 토목기사 등으로 일하다가 1949년 12월, 장제스 국민정부 시대(蔣介石 國民政府 時代) 자유중화민국 육군 사병 입대하였으며 1952년 12월에 자유중화민국 육군 예비역 병장 전역한 그는 결국엔야 미혼 독신으로써 1953년에서 1963년까지 10년간 자유중화민국 타이완 타이베이에서 공업학원(工業學院) 예하 강사(講師)를 지내다가 결국 불제자(佛弟子)의 길을 선택한 그는 1963년 8월 21일을 기하여 35세 나이로써 불교 승려로 늦깎이 출가하여 구족계(具足戒)를 득(得)하였으며 그 후 20세기 시대 자유중화민국 타이완 고유 민족적 불교 철학의 새 지평을 열었다.
"타이완의 보리달마"라 지칭되었으며 동시에 "자유중화민국 타이완 사천왕(自由中華民國 臺灣 四天王)" 중 일원으로 추앙을 받기도 한 그는 2016년 4월 8일을 기하여 향년 88세로 입적하였다.